# Teresa Porzecanski
Teresa Porzecanski (sinh năm 1945)  là một nhà nhân chủng học và nhà văn người Uruguay. Từ một gia đình Do Thái Ashkenazi  và Sephardic (cha cô là người gốc Libau và mẹ cô từ Syria ), các tác phẩm của cô đã tập trung vào các cộng đồng Do Thái ở Uruguay, các nhóm thiểu số, định kiến và dân tộc. Cô là giáo sư tại Đại học Công giáo Uruguay., Đại học de la Republica, CLAEH, và các trường đại học khác nhau ở Argentina, Brazil, Perú, México, Hoa Kỳ, Puerto Rico, Thụy Điển và Israel.
Cô lớn lên ở Montevideo. Từ 1978-1981, cô thu thập lịch sử truyền miệng của những người nhập cư Do Thái được xuất bản như Câu chuyện cuộc sống của người nhập cư Do Thái đến Uruguay trong ấn bản đầu tiên của mình tại Tây Ban Nha vào năm 1986. Trong một đánh giá cho Cơ quan lưu trữ của người Do Thái Mỹ, Alejandro Lilienthal gọi tác phẩm là một sự giới thiệu tốt về chủ đề này, trừ các tác phẩm của lịch sử truyền miệng.
Tiểu thuyết của cô là một phần của truyền thống các tác phẩm khám phá bản sắc và sai lầm di cư, định kiến chống lại thiểu số và thế giới nội tâm của phụ nữ.
Năm 1992, cô nhận được học bổng Guggenheim, trong thời gian đó cô học truyền thuyết Sephardim và rabbinic. Cô cũng đã nhận được học bổng Fulbright. cũng như một khoản trợ cấp cư trú của Rockefeller tại Bellagio, Ý, để viết tiểu thuyết của cô. Cô đã nhận được năm giải thưởng của Bộ Giáo dục Uruguay, hai giải thưởng của Thành phố Montevideo, Giải thưởng phê bình Bartolomé Hidalgo (1995) và Giải thưởng Morosoli cho Văn học (2004).